# Dodie Bellamy
Dodie Bellamy, née à Hammond (Calumet Region (en)) dans l'Indiana, est une poète, romancière, essayiste, journaliste, universitaire américaine, connue comme figure de la culture queer, du féminisme et des exclus en général sur la scène américaine.

## Biographie
Elle est une auteure de l'avant garde littéraire de San Francisco et une des fondatrice du mouvement littéraire New Narrative (en).
De 1999 à 2004, elle est critique littéraire au San Francisco Chronicle.
Dodie Bellamy est une chroniqueuse régulière de SFMOMA’s Open Space revue en ligne du musée d'art moderne de San Francisco (San Francisco Museum of Modern Art, abrégé SFMOMA).
Elle enseigne dans différents établissements universitaires : le San Francisco Art Institute, le Mills College, l'université de Californie à Santa Cruz, l'université de San Francisco, Naropa University (en), l'université Antioch, pour enfin devenir professeur de création littéraire à l'université d'État de San Francisco.
Elle vit à San Francisco avec son mari, l'écrivain bisexuel Kevin Killian (en).

## Liste des œuvres

### Recueils de poésie
- Broken English, Small Press Distribution, 1996
- Cunt-Ups, Tender Buttons Books, 2001
- Cunt Norton, Les Figues Press, 2013
- The Beating of Our Hearts, Semiotext(e), 2014

### Romans
- Feminine Hijinx, Hanuman Books, 1990
- The Letters of Mina Harker, University of Wisconsin Press, 2004[7]
- Pink Steam, Suspect Thoughts Press, 2004 ; réédition en 2005

### Essais
- Fat Chance, Nomados, 2004
- Academonia, Krupskaya, 2006
- Barf Manifesto, Ugly Duckling Presse, 2008
- The Buddhist, Publication Studios, 2011
- The TV Sutras, Ugly Duckling Press, 2014
- When the Sick Rule the World, Semiotext(e), 2015[8]

### Éditions
- Invert(e) #1: Flagrantly Queer Culture, Politics, Sex, and Dish, Suspect Thoughts Press, 2007
- Writers Who Love Too Much: New Narrative Writing 1977-1997, coédité avec Kevin Killian, Nightboat, 2017[9]

### Articles et interviews
- Robert Dewhurst, « A Night with Dodie Bellamy »
- Stories of New Narrative, article de Jean-Thomas Tremblay pour la Los Angeles Review of Books (en), 2017[3]
- Dodie Bellamy, interview menée par Lucy Ives pour The White Review, 2016[4]
- When the Sick Rule the World, by Dodie Bellamy, article de Mattilda Bernstein Sycamore pour le SFGate, 2015[10]
- When the Sick Rule the World, article de James Reich pour le magazine littéraire The Rumpus (en), 2015[11]
- Dodie Bellamy, interview menée par David Buuck pour Bomb Magazine, 2014[12],
- Colonized on Every Level, interview menée par Christopher Higgs pour Paris Review, 2014[2]
- Poetry & Pornography, interview menée par Matias Viegener pour la Los Angeles Review of Books, 2014[13]
- From Cut-Up to Cunt Up: Dodie Bellamy in Conversation, interview menée par Sarah Wintz pour Poetry Foundation, 2013[14]
- With Dodie Bellamy, interview menée par Julia Bloch pour la revue Lodestar Quaterly, 2004[15]

### Documents audiovisuels
- Conférences, lectures, sur le site PennSound[16] (téléchargements libres et gratuits).